# Sistemi ipercorrettivi per lettura
I sistemi ipercorrettivi per lettura sono tecnicamente dei microscopi semplici, ovvero delle lenti positive che sfruttano l'ingrandimento angolare. A differenza di altri sistemi ottici ingrandienti per vicino, questi si prestano molto bene alla correzione binoculare. 
Le lenti dei sistemi ipercorrettivi possono essere realizzate in materiale vetroso o in materiale plastico termoindurente. 
Da un punto di vista prettamente tecnico quelli in materiale vetroso garantiscono una qualità di visione decisamente superiore per caratteristiche tecniche di lavorazione del materiale. 

## Caratteristiche tecniche
Riguardo ai sistemi ipercorrettivi, è possibile che i materiali delle lenti utilizzate nei sistemi concorrano quale possibile motivo d'insuccesso. I sistemi ipercorrettivi assemblati con lenti asferiche a campo pieno in materiale organico termoindurente risultano con un notevole spessore al centro determinando due aspetti negativi:
- Nella fase produttiva il raffreddamento del materiale avviene in modo disomogeneo sia in superficie sia in profondità, residuando così dei difetti classici e conosciuti detti “strie” che non sono altro che delle aberrazioni.
- Una lente positiva ad alto potere in materiale organico con notevole spessore al centro causa un decadimento consistente nella trasparenza del mezzo.

Ci sono due aspetti accettabili nei bassi poteri, ma fortemente negativi negli alti poteri in quanto distorcono e amplificano la sfocatura.
Da un lato, va colta l'importanza dell'assemblaggio personalizzato:
Da queste note si evince come il centraggio personalizzato del sistema ipercorrettivo sia fondamentale. 
Per ottenere un sistema ipercorrettivo adeguato bisogna quindi tenere conto dei seguenti parametri:
- Il fattore ingrandiente utile che non sempre è corrispondente al potere dell'ausilio prescritto.
- La distanza interpupillare da lontano del paziente che, unitamente al fattore di ingrandimento utile e la conseguente distanza di utilizzazione, ci permette di calcolare la necessità di convergenza del paziente in fase di utilizzo e di conseguenza la distanza di centraggio delle lenti. Il sistema di calcolo del centraggio dei sistemi ipercorrettivi è basato sulle regole della geometria piana.